# Unione Sportiva Cagliari 1968-1969
Questa voce raccoglie le informazioni riguardanti l'Unione Sportiva Cagliari nelle competizioni ufficiali della stagione 1968-1969.

## Stagione
In questa stagione sportiva, il Cagliari dette vita ad un inedito duello in campionato con la Fiorentina. 
I rossoblù furono capaci di aggiudicarsi il titolo d'inverno con 24 punti ma, a causa di un calo nel periodo primaverile, furono sorpassati dai viola che si aggiudicarono lo scudetto.
Di questa grande annata son da ricordare le nette e umilianti vittorie contro Juventus (1-2), Roma (1-4), Varese (1-6), Inter (1-0) e Milan (3-1).
Il Cagliari si classificò al secondo posto, miglior piazzamento in massima serie fino a quel momento.
Riva con 20 reti fu il capocannoniere del campionato.
La squadra fu protagonista anche in Coppa Italia dopo aver eliminato la Juventus nei quarti, piazzandosi poi seconda nel girone finale alle spalle della Roma vincitrice del torneo. Ancora una volta sugli scudi Gigi Riva, autore di otto reti in Coppa Italia.
Tra i migliori elementi di questa stagione vi sono la rivelazione Comunardo Niccolai, stopper implacabile dal grande senso tattico, e il neoacquisto Mario Brugnera, centrocampista ex viola che possiede numeri da scuola sudamericana.

## Rosa

Giuseppe Tomasini posa con Lev Yashin nel gennaio del 1969, in occasione di un'amichevole a Cagliari contro la.

## Calciomercato
| Acquisti         | Acquisti           | Acquisti   | Acquisti   |
| R.               | Nome               | da         | Modalità   |
| ---------------- | ------------------ | ---------- | ---------- |
| P                | Enrico Albertosi   | Fiorentina | definitivo |
| D                | Giuseppe Tomasini  | Brescia    | definitivo |
| D                | Giulio Zignoli     | Milan      | definitivo |
| C                | Mario Brugnera     | Fiorentina | definitivo |
| Altre operazioni |                    |            |            |
| R.               | Nome               | da         | Modalità   |
| C                | Giuseppe Ferrero   | Monza      | definitivo |
| A                | Gabriele Ceccolini | Vis Pesaro | definitivo |

| Cessioni         | Cessioni          | Cessioni     | Cessioni          |
| R.               | Nome              | a            | Modalità          |
| ---------------- | ----------------- | ------------ | ----------------- |
| P                | Pietro Pianta     | L.R. Vicenza | definitivo        |
| D                | Mario Tiddia      |              | fine carriera     |
| D                | Raffaello Vescovi | Brescia      | definitivo        |
| C                | Francesco Rizzo   | Fiorentina   | definitivo        |
| Altre operazioni |                   |              |                   |
| R.               | Nome              | a            | Modalità          |
| P                | Moriano Tampucci  | Olbia        | prestito          |
| D                | Riccardo Dessì    | Olbia        | prestito biennale |
| A                | Alessio Badari    | Monza        | definitivo        |
| A                | Michele Moro      | Olbia        | definitivo        |

## Risultati

### Serie A

#### Girone di andata
| Arbitro: | Michelotti (Parma) |

|                              |           |  |
| Riva 51’ Boninsegna 61’, 81’ | Marcatori |  |

| Arbitro: | Lattanzi (Roma) |

|              |           |                                                            |
| Leonardi 65’ | Marcatori | 25’, 52’, 85’ Riva 39’ Boninsegna 45’ Greatti 75’ Brugnera |

| Arbitro: | D'Agostini (Roma) |

|          |           |              |
| Riva 80’ | Marcatori | 36’ Maraschi |

| Arbitro: | Lo Bello (Siracusa) |

|                                                       |           |  |
| Facchetti 10’ Spadetto 66’ Mazzola 76’ Domenghini 90’ | Marcatori |  |

| Arbitro: | Carminati (Milano) |

|                                       |           |  |
| Boninsegna 25’, 29’ Calosi 69’ (aut.) | Marcatori |  |

| Arbitro: | Torelli (Milano) |

|           |           |                         |
| Haller 7’ | Marcatori | 35’ Riva 74’ Boninsegna |

| Arbitro: | Carminati (Milano) |

|             |           |                                |
| Taccola 73’ | Marcatori | 8’, 23’ Brugnera 57’, 85’ Riva |

| Arbitro: | Toselli (Cormons) |

|          |           |  |
| Riva 91’ | Marcatori |  |

| Milano 1º dicembre 1968 9ª giornata | Milan               | 0 – 0 referto | Cagliari | Stadio San Siro\| Arbitro: \| Lo Bello (Siracusa) \| |
| Arbitro:                            | Lo Bello (Siracusa) |               |          |                                                      |

| Arbitro: | Sbardella (Roma) |

|                                   |           |             |
| Riva 33’, 77’ (rig.) Brugnera 63’ | Marcatori | 44’ Mujesan |

| Arbitro: | Picasso (Chiavari) |

|                                         |           |  |
| Riva 54’ (rig.) Boninsegna 69’ Cera 80’ | Marcatori |  |

| Verona 22 dicembre 1968 12ª giornata | Verona         | 0 – 0 referto | Cagliari | Stadio Marcantonio Bentegodi\| Arbitro: \| Monti (Ancona) \| |
| Arbitro:                             | Monti (Ancona) |               |          |                                                              |

| Cagliari 12 gennaio 1969 13ª giornata | Cagliari        | 0 – 0 referto | Napoli | Stadio Amsicora\| Arbitro: \| Genel (Trieste) \| |
| Arbitro:                              | Genel (Trieste) |               |        |                                                  |

| Arbitro: | D'Agostini (Roma) |

|  |           |                |
|  | Marcatori | 41’ Boninsegna |

| Arbitro: | Francescon (Padova) |

|          |           |  |
| Cera 66’ | Marcatori |  |

#### Girone di ritorno
| Palermo 2 febbraio 1969 16ª giornata | Palermo        | 0 – 0 referto | Cagliari | Stadio La Favorita\| Arbitro: \| Monti (Ancona) \| |
| Arbitro:                             | Monti (Ancona) |               |          |                                                    |

| Cagliari 9 febbraio 1969 17ª giornata | Cagliari          | 0 – 0 referto | Varese | Stadio Amsicora\| Arbitro: \| Angonese (Mestre) \| |
| Arbitro:                              | Angonese (Mestre) |               |        |                                                    |

| Arbitro: | Sbardella (Roma) |

|             |           |          |
| Maraschi 3’ | Marcatori | 87’ Riva |

| Arbitro: | Picasso (Chiavari) |

|          |           |  |
| Riva 29’ | Marcatori |  |

| Arbitro: | Gonella (Torino) |

|          |           |          |
| Reif 31’ | Marcatori | 38’ Riva |

| Arbitro: | Lo Bello (Siracusa) |

|  |           |              |
|  | Marcatori | 52’ Anastasi |

| Cagliari 16 marzo 1969 22ª giornata | Cagliari            | 0 – 0 referto | Roma | Stadio Amsicora\| Arbitro: \| Francescon (Padova) \| |
| Arbitro:                            | Francescon (Padova) |               |      |                                                      |

| Torino 23 marzo 1969 23ª giornata | Torino                       | 0 – 0 referto | Cagliari | Stadio Comunale\| Arbitro: \| De Robbio (Torre Annunziata) \| |
| Arbitro:                          | De Robbio (Torre Annunziata) |               |          |                                                               |

| Arbitro: | Sbardella (Roma) |

|                               |           |            |
| Greatti 16’ Nené 45’ Riva 54’ | Marcatori | 33’ Rivera |

| Arbitro: | Angonese (Mestre) |

|                 |           |                              |
| Mujesan 8’, 45’ | Marcatori | 43’ Brugnera 82’ (rig.) Riva |

| Pisa 20 aprile 1969 26ª giornata | Pisa                | 0 – 0 referto | Cagliari | Stadio Arena Garibaldi\| Arbitro: \| Lo Bello (Siracusa) \| |
| Arbitro:                         | Lo Bello (Siracusa) |               |          |                                                             |

| Arbitro: | Picasso (Chiavari) |

|               |           |  |
| Riva 59’, 69’ | Marcatori |  |

| Arbitro: | Gonella (Torino) |

|                      |           |              |
| Nielsen 28’ Cané 32’ | Marcatori | 85’ Brugnera |

| Cagliari 11 maggio 1969 29ª giornata | Cagliari        | 0 – 0 | Sampdoria | Stadio Amsicora (http://calcio-seriea.net/tabellini/1968/10998/ spett.)\| Arbitro: \| Genel (Trieste) \| |
| Arbitro:                             | Genel (Trieste) |       |           | |

| Arbitro: | Acernese (Roma) |

|               |           |                         |
| Novellini 51’ | Marcatori | 45’ Riva 57’ Boninsegna |

### Coppa Italia

#### Primo turno
| Arbitro: | D'Agostini (Roma) |

|                         |           |  |
| Boninsegna 84’ Riva 89’ | Marcatori |  |

| Arbitro: | Motta (Monza) |

|  |           |          |
|  | Marcatori | 42’ Riva |

| Arbitro: | Acernese (Roma) |

|          |           |              |
| Riva 72’ | Marcatori | 51’ Vallongo |

#### Quarti di finale
| Arbitro: | D'Agostini (Roma) |

|                |           |  |
| Boninsegna 35’ | Marcatori |  |

| Arbitro: | Genel (Trieste) |

|                       |           |              |
| Bercellino 78’ (rig.) | Marcatori | 24’ Brugnera |

#### Girone finale
| Arbitro: | Torelli (Milano) |

|              |           |          |
| Garzelli 22’ | Marcatori | 86’ Riva |

| Arbitro: | Carminati (Milano) |

|             |           |             |
| Landini 51’ | Marcatori | 67’ Longoni |

| Arbitro: | De Robbio (Torre Annunziata) |

|                      |           |  |
| Riva 48’ Longoni 89’ | Marcatori |  |

| Arbitro: | Barbaresco (Cormons) |

|          |           |               |
| Riva 44’ | Marcatori | 9’, 36’ Peirò |

| Arbitro: | Motta (Monza) |

|                               |           |                                           |
| Riva 5’ Boninsegna 76’ (rig.) | Marcatori | 37’ (rig.) Camozzi 71’ Rolla 87’ Salttuti |

| Arbitro: | Giunti (Arezzo) |

|                    |           |                       |
| Zignoli 63’ (aut.) | Marcatori | 27’ Riva 53’ Brugnera |

### Coppa Mitropa
| Arbitro: | Sarka |

|                |           |  |
| Hof 50’ (rig.) | Marcatori |  |

| Arbitro: | Emsberger |

|                   |           |                     |
| Brugnera 14’, 16’ | Marcatori | Tomasini 82’ (aut.) |

## Statistiche

### Statistiche di squadra
| Competizione  | Punti | In casa | In casa | In casa | In casa | In casa | In casa | In trasferta | In trasferta | In trasferta | In trasferta | In trasferta | In trasferta | Totale | Totale | Totale | Totale | Totale | Totale |
| Competizione  | Punti | G       | V       | N       | P       | Gf      | Gs      | G            | V            | N            | P            | Gf           | Gs           | G      | V      | N      | P      | Gf     | Gs     |
| ------------- | ----- | ------- | ------- | ------- | ------- | ------- | ------- | ------------ | ------------ | ------------ | ------------ | ------------ | ------------ | ------ | ------ | ------ | ------ | ------ | ------ |
| Serie A       | 41    | 15      | 9       | 5       | 1       | 21      | 4       | 15           | 5            | 8            | 2            | 20           | 14           | 30     | 14     | 13     | 3      | 41     | 18     |
| Coppa Italia  | -     | 5       | 2       | 1       | 2       | 6       | 6       | 6            | 3            | 3            | 0            | 8            | 4            | 11     | 5      | 4      | 2      | 15     | 10     |
| Coppa Mitropa | -     | 1       | 1       | 0       | 0       | 2       | 1       | 1            | 0            | 0            | 1            | 0            | 1            | 2      | 1      | 0      | 1      | 2      | 2      |
| Totale        | -     | 21      | 12      | 6       | 3       | 29      | 11      | 22           | 8            | 11           | 3            | 28           | 19           | 43     | 20     | 17     | 6      | 58     | 30     |

### Statistiche dei giocatori
N.B.: I cartellini gialli e rossi vennero introdotte a partire dal Campionato mondiale di calcio 1970, mentre i giocatori potevano già essere allontanati dal campo per grave fallo di gioco o condotta violenta. Durante la stagione venne allonato dal campo una sola volta Boninsegna.
| Giocatore       | Serie A  | Serie A | Coppa Italia | Coppa Italia | Coppa Mitropa | Coppa Mitropa | Totale   | Totale |
| Giocatore       | Presenze | Reti    | Presenze     | Reti         | Presenze      | Reti          | Presenze | Reti   |
| --------------- | -------- | ------- | ------------ | ------------ | ------------- | ------------- | -------- | ------ |
| E. Albertosi    | 30       | -18     | 10           | -8           | 2             | -2            | 42       | -28    |
| R. Boninsegna   | 30       | 9       | 11           | 3            | 2             | 0             | 43       | 12     |
| M. Brugnera     | 30       | 6       | 10           | 2            | 2             | 2             | 42       | 10     |
| P. Cera         | 30       | 2       | 11           | 0            | 2             | 0             | 43       | 2      |
| G. Ferrero      | 2        | 0       | 5            | 0            | 1             | 0             | 8        | 0      |
| R. Greatti      | 30       | 2       | 11           | 0            | 2             | 0             | 43       | 2      |
| G. Hitchens     | 2        | 0       | 2            | 0            | 1             | 0             | 5        | 0      |
| M. Longo        | 22       | 0       | 5            | 0            | 0             | 0             | 27       | 0      |
| G. Longoni      | 29       | 0       | 11           | 2            | 2             | 0             | 42       | 2      |
| M. Martiradonna | 30       | 0       | 10           | 0            | 0             | 0             | 40       | 0      |
| Nenè            | 30       | 1       | 9            | 0            | 2             | 0             | 41       | 1      |
| C. Niccolai     | 27       | 0       | 11           | 0            | 2             | 0             | 40       | 0      |
| A. Reginato     | 0        | 0       | 3            | -2           | 0             | 0             | 3        | -2     |
| L. Riva         | 29       | 20      | 11           | 8            | 2             | 0             | 42       | 28     |
| G. Tomasini     | 13       | 0       | 8            | 0            | 2             | 0             | 23       | 0      |
| G. Zignoli      | 1        | 0       | 2            | 0            | 2             | 0             | 5        | 0      |